# Finn Søeborg
Finn Søeborg (* 13. April 1916 in Kopenhagen; † 14. September 1992, dt. auch Finn Soeborg) war ein dänischer Humorist und Schriftsteller.

## Leben
Er studierte Staatswissenschaften und arbeitete vor seiner Schriftstellerkarriere zunächst als Ministerialbeamter.
Bekannt wurde er in Deutschland durch seinen im Jahr 1950 veröffentlichten satirischen Debütroman Sådan er der så meget (deutsche Übersetzung 1953 unter dem Titel: Und sowas lebt!), in dem er auf humorvolle Weise die Leerläufe und die ausufernde, jeglichen privatwirtschaftlichen Aufbauwillen lahmlegende Bürokratie in einem dänischen Wiederaufbauministerium kurz nach dem Krieg schildert. Der Roman wurde in mehrere Sprachen übersetzt, Motive daraus fanden Eingang in den 1970 entstandenen Film Der Bettenstudent oder: Was mach’ ich mit den Mädchen? von Michael Verhoeven. In den 1950er- und 1960er-Jahren war Søeborg einer der meistgelesenen Autoren Dänemarks. Seine bekannteste Kurzgeschichte Alfred um die Freundschaft zwischen einem Jungen und dem Alkoholiker Alfred wurde 1973 in Dänemark unter der Regie von Erik Rasmussen verfilmt.

## Werke (deutsch)
- Und sowas lebt! rororo-Taschenbuch 78, Hamburg 1953
- Uns geht’s gut. rororo-Taschenbuch 196, Hamburg 1956
- Das Paradies liegt auf der Straße. rororo-Taschenbuch 456, Hamburg 1961
- Zwei Wunderkinder. Amüsante Erzählungen. Pelikan-AG 1981
- Mein Gott, Alfred! Scherz Verlag, München 1986